# Agostino Abbagnale
Agostino Abbagnale (Pompeï, 25 augustus 1966) is een Italiaans roeier. Abbagnale won driemaal goud tijdens de Olympische spelen, tweemaal in de dubbel-vier en eenmaal in de dubbel-twee. Abbagnale was vijf jaar gestopt vanwege trombose en miste om die reden ook de Olympische Zomerspelen 1992.
Abbagnale stopte in 2003 met roeien vanwege trombose. Abbagnale's broers Carmine Abbagnale en Giuseppe Abbagnale wonnen tweemaal olympisch goud in de twee-met-stuurman als roeiers.

## Resultaten
- Wereldkampioenschappen roeien 1985 in Hazewinkel  in de acht
- Wereldkampioenschappen roeien 1987 in Kopenhagen 11de in de dubbel-vier
- Olympische Zomerspelen 1988 in Seoel  in de dubbel-vier
- Wereldkampioenschappen roeien 1995 in Tampere 17de in de dubbel-twee
- Olympische Zomerspelen 1996 in Atlanta  in de dubbel-twee
- Wereldkampioenschappen roeien 1997 in Aiguebelette-le-Lac  in de dubbel-vier
- Wereldkampioenschappen roeien 1998 in Keulen  in de dubbel-vier
- Wereldkampioenschappen roeien 1999 in St. Catharines 7de in de dubbel-vier
- Olympische Zomerspelen 2000 in Sydney  in de dubbel-vier
- Wereldkampioenschappen roeien 2002 in Sevilla  in de dubbel-twee

1904: John Mulcahy & William Varley ·
1920: Paul Costello & John B. Kelly, Sr. ·
1924: Paul Costello & John B. Kelly, Sr. ·
1928: Paul Costello & Charles McIlvaine ·
1932: Kenneth Myers & Garrett Gilmore ·
1936: Jack Beresford & Leslie Southwood ·
1948: Richard Burnell & Bert Bushnell ·
1952: Tranquilo Cappozzo & Eduardo Guerrero ·
1956: Aleksandr Berkoetov & Joeri Tjoekalov ·
1960: Václav Kozák & Pavel Schmidt ·
1964: Oleg Tjoerin & Boris Doebrovsky ·
1968: Anatoli Sass & Aleksandr Timosjinin ·
1972: Aleksandr Timosjinin & Gennadi Korsjikov ·
1976: Frank Hansen & Alf Hansen ·
1980: Joachim Dreifke & Klaus Kröppelien ·
1984: Bradley Lewis & Paul Enquist ·
1988: Nico Rienks & Ronald Florijn ·
1992: Stephen Hawkins & Peter Antonie ·
1996: Agostino Abbagnale & Davide Tizzano ·
2000: Luka Špik & Iztok Čop ·
2004: Sébastien Vieilledent & Adrien Hardy ·
2008: David Crawshay & Scott Brennan ·
2012: Nathan Cohen & Joseph Sullivan  ·
2016: Martin Sinković & Valent Sinković ·
2020: Hugo Boucheron & Matthieu Androdias  ·
2024: Andrei Cornea & Marian Enache
1976: Wolfgang Güldenpfennig & Rüdiger Reiche & Karl-Heinz Bußert & Michael Wolfgramm ·
1980: Frank Dundr & Carsten Bunk & Uwe Heppner & Martin Winter ·
1984: Albert Hedderich & Raimund Hörmann & Dieter Wiedenmann & Michael Dürsch ·
1988: Agostino Abbagnale & Davide Tizzano & Gianluca Farina & Piero Poli ·
1992: André Willms & Hajek & Steinbach & Stephan Volkert] ·
1996: André Steiner & Stephan Volkert & Andreas Hajek & André Willms ·
2000: Agostino Abbagnale & Alessio Sartori & Rossano Galtarossa & Simone Raineri ·
2004: Nikolai Spinev & Igor Kravtsov & Aleksei Svirin & Sergej Fedorovstev ·
2008: Michał Jeliński & Marek Kolbowicz & Adam Korol & Konrad Wasielewski ·
2012: Karl Schulze & Philipp Wende & Lauritz Schoof & Tim Grohmann ·
2016: Karl Schulze & Philipp Wende & Lauritz Schoof & Hans Gruhne ·
2020: Dirk Uittenbogaard & Abe Wiersma & Tone Wieten & Koen Metsemakers ·
2024: Koen Metsemakers & Tone Wieten & Finn Florijn & Lennart van Lierop